# Cretihaliplus
Cretihaliplus is een fossiel geslacht van kevers uit de familie  
watertreders (Haliplidae). Het geslacht is voor het eerst wetenschappelijk beschreven in 1995 door Ren, Zhu & Lu.

## Soorten
Het geslacht omvat de volgende soorten:
- Cretihaliplus chifengensis Ren, Zhu & Lu, 1995
- Cretihaliplus sidaojingensis Ren, Zhu & Lu, 1995